# وادي السير
وادي السير إحدى مناطق مدينة عمان، ومركز لواء وادي السير في محافظة العاصمة، تقع منطقة وادي السير إلى الغرب من عمان، تنحصر ما بين منطقة تلاع العلي وصويلح (شمالا) وبلدية الوادي الأخضر (جنوبا) ومنطقة زهران (شرقا) ومنطقة بدر الجديدة (غربا)، وهي منطقة مشهورة بالزراعة وبشبكة شوارع جيدة وواسعة تربط المنطقة مع المناطق المجاورة.

## التسمية
سميت بهذا الاسم نسبه إلى إحدى ملكتين كانتا تحكمان المنطقة قبل الميلاد هما الملكة سيرا وشقيقتها سارا، وتعارف عليها بعد ذلك (بوادي السير).

## تاريخ
استقر قوم من العمونيين بقيادة أميرهم “طوبيا” في منطقة وادي السير العام 360 قبل الميلاد. وورد اسم طوبيا في مخطوطات “زينون” التي عثر عليها في الفيوم بمصر. وتعتبر آثار عراق الأمير في وادي السير من أقدم الآثار في الأردن ويبلغ ارتفاع هذا البناء عن سطح البحر 494 متراً ويمتد من الشمال إلى الجنوب حوالي خمسمائة متر ويرتفع من 25 إلى 30 متراً وقد حفر في الصخر ويتألف من طابقين يحتوي الأول على خمس غرف واسعة والثاني على تسع. استخدمت هذه الغرف للسكن وكمستودعات للتموين واسطبلات للخيول. وقد سمي عراق الأمير بهذا الاسم لأن مدخله يشبه باب المغارة والأمير هو “طوبيا”.
ويقع على بعد نصف كيلو متر من عراق الأمير قصر العبد والذي يبلغ طوله 38 متراً وعرضه 18 متراً ويرتفع فوق ساحة حوالي أربعة أمتار ونصف. وقد أحيط القصر بحوض كانت تصل اليه المياه من الينابيع المجاورة. وهناك آثار لبوابة لم يبق منها إلا الأثر في الجهة الشمالية الشرقية وفي تلك الجهة يوجد رسم أسد بارز حفر على حجر من الرخام الأحمر ورسم للبؤة ضخمة واقفة وشبلها بين قدميها حفر على حجر ضخم.
يعود تاريخ القصر إلى العصر الهيلنستي (القرن الثاني قبل الميلاد). بناه هركانوس في عهد الملك سلقوس الرابع. وللقصر مدخلان شمالي وجنوبي، ويتألف من طابقين، استعمل الطابق السفلي منه كمخزن وقاعات للحرس أما الطابق الثاني فلم يكتمل بناؤه لأن هركانوس الذي قام ببنائه انتحر بسبب تهديد الجيش السلوقي للمنطقة.

## المساحة والسكان
تبلغ المساحة الإجمالية للمنطقة (39 كم2) وتتكون المنطقة من بلدة وادي السير القديمة، وعراق الأمير، والبصة، والذراع، وأبو السوس، والبحاث، والدربيات، والبيادر والصويفية، ومربعة موسى، والجندويل، وحانوطيا، وحوض أم السماق الشمالي، وحوض أم السماق الجنوبي، والصناعة وغيرها.
يبلغ عدد سكان المنطقة حوالي 85,000 نسمة. وقد جاء ذكرهم عندما جاءت الفتوحات الإسلامية إلى بلاد الشام، حيث ظهر اسم "عبادي" في الأردن وكانوا من أهل هذا البلد. شارك الكثير في الفتوحات مع الجيش الإسلامي.[بحاجة لمصدر] ومن العشائر التي سكنت في وادي السير عشائر عباد الفقهاء (السليحات والمهيرات والمغاربة والسكارنه والحساميه) وعشائر المناصير وعشائر الزيود. وتسكن منطقة أم السماق التابعة لوادي السير عشائر النعيمات البلقاوية وهم (الفرحان والنويران والبزايعة والحمدان والربيع والشتيوي والغانم).
قامت العشائر العربية والشركسية بتخطيط موقع البلدة تخطيطاً وشرعوا في بناء منازلهم من الحجارة والطين أو من الطوب الطيني لإقامة الجدران إضافة إلى الأخشاب والقصيّب والدفلى للسقوف، كما شقوا الطرق واستصلحوا الأراضي الوعرة المجاورة وأصبحت البلدة محاطة بحقول القمح والشعير والقطاني الممتدة لمسافات طويلة، وأنشأوا الحدائق المنزلية والبساتين الغنية بالأشجار والمزروعات الأخرى، كما خصّصوا لعملياتهم الزراعية الحقلية منطقة خاصة أسموها بالبيادر، حيث كانت تُجمع المحاصيل على شكل أكوام كبيرة من محاصيل القمح والشعير والحمص والعدس والجلبّان داخل سبلاتها وأغلفتها الجافة، ثم تتم عمليات درسها باستخدام ألواح الدراس الخشبية ذات الحجارة الصوانية المثبثة في اسفلها، ثم تتم عمليات التذرية للحبوب بغرض فصل الحبوب بواسطة الهواء عن القش المطحون الخشن المسمى بالقصول والقش المطحون الناعم المعروف بالتبن. أصبحت منطقة البيادر مع تراجع العمليات الزراعية والتطور الحضاري والتزايد السكاني منطقة جذب سكانية بحيث أصبح عدد سكانها أكثر من سكان البلدة الأصلية.

## بلدية وادي السير
يعود تاريخ تأسيس أول مجلس بلدي لبلدة وادي السير إلى عهد إمارة شرق الأردن حيث تم تعيين السيد إبراهيم يوسف خواجه رئيسا لبلدية وادي السير بتاريخ 5 يناير 1930م. ثم ألغي المجلس البلدي حتى عام 1948م حيث تم تشكيل مجلس بلدي وعين السيد رشيد بيوك رئيسا للبلدية، وفي عام 1956م جرت انتخابات فاز فيها السيد يوسف بزادوغ، ثم خلفه السيد حسين خواجا لدورتين، ثم تلاهم السيدحسني شوماف صوبر لعدة دورات متتالية وكان آخرها بتاريخ 17-2-1986م ومن ثم تلاه الحج عواد أبو السندس القيسي لعدة دورات ومن ثم الحاج أحمد علي أبو السندس القيسي ومن أعضاء المجلس عيد يوسف أبو ديه والمختار يحيى الحاج امين الأنصاري، ليتم ضم البلدية بعد ذلك كإحدى المناطق إلى أمانة عمان الكبرى.وأصبحت البلدة تمثل بشخص ينتخب مباشرة من السكان وشخص آخر يتم تعيينه من قبل الحكومة وكان أول شخص ينتخب ممثلا للبلدة هو السيد مولود صوبر ثم خلفه السيد يوسف أبو السندس القيسي لدورتين ومن ثم ادريس صندوقه.

## الأحياء
تتكون وادي السير من 16 حي، وهم:
- أم اذينة.
- الروابي.
- الجندويل.
- الكرسي.
- الصويفية.
- البيادر.
- الرونق.
- وادي السير.
- حي الصنوبر (حي غياضه قديماً).
- أم الأسود.
- منطقة بدر الجديدة.
- أبو السوس.
- حي الينابيع.
- عراق الأمير.
- البصة.
- ضاحية الأمير راشد.

## في الشعر
قال فيها عرار في مطلع قصيدته:
وقال أيضاً واصفاً جمال فتياتها:
و قال أيضاً في مطلع قصيدته:

## أعلام المنطقة
تقلّد العديد من أبناء وادي السير وظائف حكومية مدنية وعسكرية مرموقة كما أصبح العديد منهم وزراء ونواباً وأعياناً في مجلس الأمة. ومن هؤلاء: أول جامعي في وادي السير وهو يوسف خليل ياسين خريج جامعة القاهرة ورئيس جامعة البلقاء التطبيقية السابق أ.د عبد الله العويدي العبادي ووزير التموين السابق منير صوبر والعين اللواء ركن خير الدين هاكوز ووزير المياه السابق جميل النجار ووزير الأشغال العامة الحالي يحيى كسبي، وأمين عام وزارة الداخلية الحالي سعد الوادي المناصير ومدير عام الجمارك الأردنية الحالي اللواء غالب الصرايرة والسيد يوسف علي أحمد المحاميد العبادي مختار عشيرة المحاميد/عباد في وادي السير ومدير عام المؤسسات المدنية الحالي عمر النعيرات العبادي وسعادة النائب فواز النهار وأمين عام وزارة الداخلية الأسبق زهدي الحسن الأنصاري. ومن الأعيان والنواب الفريق أول طارق علاء الدين الفريق أول مصطفى باشا القيسي وعبد موسى النهار والدكتور أحمد عويدي العبادي ومنير صوبر والكابتن الطيار يوسف عيد أبو ديه وغيرهم.

### الشهداء
قدمت وادي السير العديد من الشهداء ومنهم الشهداء الذين قضوا مجاهدين ضد القوات البريطانية التي دخلت وادي السير في أواخر الحرب العالمية الأولى -في منطقة ام البطايح، سيل وادي السير - وعلى رأسهم مفلح اليحيى النعيمات والذي اعدم على يد البريطانيين عام 1935، ورمضان إبراهيم حلاشته (اسحاقات)، عمر محمد قوي شحالتوغ، إدريس إلياس الحاج سطاس، إبراهيم قويج، عبد الحميد الحاج علي حاتو، أحمد يعقوب توغوج، نجيب إبراهيم قوطة، حسين الحاج أمين الأنصاري، والسيدة حنيفات سعيد شحالتوغ وهي زوجة محمود حبراق، والسيدة نفيسات حباق هاكوز بشظايا قنبلة ألقتها طائرة بريطانية على وادي السير.
كما استشهد التالية أسماءهم في معارك حرب فلسطين عام 1948م أو في مهمات عسكرية أو بعمليات اغتيال آثمة وهم: المقدم الطيار نواف سلمان أبو داري، النقيب محمد امين العبادي، الملازم أول رضوان إبراهيم أبو داري، الملازم أول أحمد محمود حمكري، الملازم أول فخري رجب بشبي، الجندي أول سالم وراد ارحيل، الجندي أول أسعد سليم كواي، إبراهيم أحمد زوقش، الجندي أول محمد سليمان الفاعوري خليل صياح النعيرات العبادي استشهد في حرب 1967 ،عبد الله خريوش السكارنه العبادي استشهد في أحداث 1970، العريف حمدان سعيد عياد النعيمات في أحداث 1970.

## وصلات خارجية
- أمانة عمان، منطقة وادي السير.